# Râul Valea Zanvelei
Râul Valea Zanvelei sau Râul Valea Zambilei este un curs de apă, afluent al râului Dâmbovicioara.